# Albert W. Hicks
Albert W. Hicks (né au Rhode Island en 1820, mort à Liberty Island le 13 juillet 1860) est un pirate et meurtrier américain, connu aussi sous les pseudonymes de William Johnson, John Hicks ou de Pirate Hicks.

## Biographie
Né dans une famille d'agriculteurs, il s'engage sur des navires baleiniers et marchands où il se distingue par ses incitations à la mutinerie. En mars 1860, shangaïer, il assassine ainsi le capitaine et deux hommes d'équipage du sloop E.A Johnson en tentant de s'évader. Ayant volé tout l'argent du bord, il gagne Staten Island.
Arrêté à Providence (Rhode Island), il est reconnu coupable de plus d'une centaine de meurtres, essentiellement lors de la ruée vers l'or en Californie.
Pendu à Liberty Island (New-York) le 13 juillet 1860 sous les yeux de plus de dix mille personnes dont les passagers du Great-Eastern, Barnum obtient son effigie pour son musée des horreurs. Son cadavre est volé peu de temps après son enterrement par des profanateurs de sépultures et n'a jamais été retrouvé. Il a alors été supposé qu'il aurait pu avoir survécu ou que son corps aurait été vendu aux étudiants en médecine, sans preuve.
Il est le dernier pirate exécuté aux États-Unis.

## Autres références
- Henry Sherman Backus a écrit au moment du procès de Hicks la chanson Hicks the Pirate.
- Il apparaît dans l'épisode La Nouvelle Exposition (1963) de la série télévisée La Quatrième Dimension.

## Œuvre
- Story of my Life, 1860